# Винценбург
Винценбург (њем. Winzenburg) општина је у њемачкој савезној држави Доња Саксонија. Једно је од 40 општинских средишта округа Хилдесхајм. Према процјени из 2010. у општини је живјело 762 становника. Посједује регионалну шифру (AGS) 3254034.

## Географски и демографски подаци
Винценбург се налази у савезној држави Доња Саксонија у округу Хилдесхајм. Општина се налази на надморској висини од 178 метара. Површина општине износи 16,6 km². У самом мјесту је, према процјени из 2010. године, живјело 762 становника. Просјечна густина становништва износи 46 становника/km².